# Paracles severa
Paracles severa là một loài bướm đêm thuộc phân họ Arctiinae, họ Erebidae.